# 대한민국 정당법
대한민국의 정당법(政黨法)은 대한민국의 법률 제1246호(1962년 12월 31일)로 제정 · 공포되고, 1963년 1월 1일부터 시행되었다. 정당이 국민의 정치적 의사 형성에 참여하는 데 필요한 조직을 확보하고 정당의 민주적인 조직과 활동을 보장함으로써 민주정치의 건전한 발전에 기여함을 목적으로 하는 법률이다.
55개의 조문과 부칙으로 이루어져 있으며, 정당의 성립부터 합당 · 운영 · 입당 · 탈당 및 소멸에 이르기까지 정당에 관한 모든 관계를 규정하고 있다.

## 현행 정당법
정당법은 제정 · 공포 이래 총 15번의 개정을 거쳤다. 마지막 개정은 2008년 2월 29일에 법률 제8881호로 이뤄졌다.
[제15차 일부개정 2008.2.29 법률 제8881호]
1. 제1장 총칙
1.1 제1조(목적)
1.2 제2조(정의)
1.3 제3조(구성)
2. 제2장 정당의 성립
2.1 제4조(성립)
2.2 제5조(창당준비위원회)
2.3 제6조(발기인)
2.4 제7조(신고)
2.5 제8조(창당준비위원회의 활동범위)
2.6 제9조(시 · 도당의 창당승인)
2.7 제10조(창당집회의 공개)
2.8 제11조(등록신청)
2.9 제12조(중앙당의 등록신청사항)
2.10 제13조(시 · 도당의 등록신청사항)
2.11 제14조(변경등록)
2.12 제15조(등록신청의 심사)
2.13 제16조(등록 · 등록증의 교부 및 공고)
2.14 제17조(법정시 · 도당수)
2.15 제18조(시 · 도당의 법정당원수)
3. 제3장 정당의 합당
3.1 제19조(합당)
3.2 제20조(합당된 경우의 등록신청)
3.3 제21조(합당된 경우의 당원)
4. 제4장 정당의 입당 · 탈당
4.1 제22조(발기인 및 당원의 자격)
4.2 제23조(입당)
4.3 제24조(당원명부)
4.4 제25조(탈당)
4.5 제26조(탈당원명부)
4.6 제27조(당원명부 등의 인계)
5. 제5장 정당의 운영
5.1 제28조(강령 등의 공개 및 당헌의 기재사항)
5.2 제29조(정당의 기구)
5.3 제30조(정당의 유급사무직원수 제한)
5.4 제31조(당비)
5.5 제32조(서면결의의 금지)
5.6 제33조(정당소속 국회의원의 제명)
5.7 제34조(정당의 재정)
5.8 제35조(정기보고)
5.9 제36조(보고 또는 자료 등의 제출의 요구)
6. 제6장 정당활동의 보장
6.1 제37조(활동의 자유)
6.2 제38조(정책연구소의 설치 · 운영)
6.3 제39조(정책토론회)
6.4 제40조(대체정당의 금지)
6.5 제41조(유사명칭 등의 사용금지)
6.6 제42조(강제입당 등의 금지)
6.7 제43조(비밀엄수의 의무)
7. 제7장 정당의 소멸
7.1 제44조(등록의 취소)
7.2 제45조(자진해산)
7.3 제46조(시 · 도당 창당승인의 취소)
7.4 제47조(해산공고 등)
7.5 제48조(해산된 경우 등의 잔여재산 처분)
8. 제7장의2 보칙 <신설 2008.2.29>
8.1 제48조의2(당대표경선사무의 위탁)
9. 제8장 벌칙
9.1 제49조(당대표경선등의 자유방해죄)
9.2 제50조(당대표경선등의 매수 및 이해유도죄)
9.3 제51조(당대표경선등의 매수 및 이해유도죄로 인한 이익의 몰수)
9.4 제52조(당대표경선등의 허위사실공표죄)
9.5 제53조(위법으로 발기인이나 당원이 된 죄)
9.6 제54조(입당강요죄 등)
9.7 제55조(위법으로 정당에 가입한 죄)
9.8 제56조(당원명부 강제열람죄)
9.9 제57조(보고불이행 등의 죄)
9.10 제58조(공무상 지득한 사실누설죄 등)
9.11 제59조(허위등록신청죄 등)
9.12 제60조(각종 의무해태죄)
9.13 제61조(창당방해 등의 죄)
9.14 제62조(과태료의 부과 · 징수 등)
10. 부칙